# Ramnagar Mirchaiya
Ramnagar Mirchaiya – gaun wikas samiti we wschodniej części Nepalu w strefie Sagarmatha w dystrykcie Siraha. Według nepalskiego spisu powszechnego z 2001 roku liczył on 1732 gospodarstw domowych i 9386 mieszkańców (4346 kobiet i 5040 mężczyzn).